# Межрегиональная лига Швейцарии по футболу
Региональная лига Швейцарии (2. Liga Interregional) — пятый уровень швейцарского футбола. Лига разбита на шесть групп по 14 команд в каждой. До 1999 года существовала Вторая лига, после она была разделена на Межрегиональную и Региональную лиги, пятый и шестой дивизионы соответственно. Межрегиональная лига — высшее футбольное соревнование для швейцарских и лихтенштейнских любителей.

## Структура розыгрыша
Соревнования проводятся в два круга, «каждый с каждым». По итогам регулярного сезона, лучшая команда выходит в Первую лигу Классик, а две худших вылетают во Региональную лигу.

## Участники
В сезоне 2012/13 в Межрегиональную лигу были заявлены 84 команды, из них 4 — дублирующие составы и один клуб из Лихтенштейна — Шан.